# Edson Renato Dias
Edson Renato Dias, mais conhecido como Piriquito (Balneário Camboriú, 29 de janeiro de 1968), é um empresário e político brasileiro filiado ao Movimento Democrático Brasileiro. Tornou-se regionalmente famoso em Santa Catarina pelo jingle "Pense um pouquinho, vote certinho, Edson Piriquito".
De origem comum, Edson ficou conhecido na cidade de Balneário Camboriú devido a sua empresa de auto peças, além de ter sido ativo quando jovem. Formou-se em curso técnico de contabilidade e posteriormente veio a se graduar em Tecnologia em administração pública, e mais tarde se pós-graduou em gestão de cidades. É casado com Sabrina Nara Schmidt, com quem cria seus filhos.

## Trajetória política
No ano de 2000 candidatou-se a vereador de sua cidade natal e conseguiu se eleger, onde cumpriu o seu mandato até o fim. Já nas eleições de 2004, candidatou-se a prefeito, porém acabou sendo derrotado por Rubens Spernau, mesmo assim, conseguiu obter a expressiva marca de 43% dos votos.
Enquanto isso, foi eleito presidente do diretório municipal do MDB de Balneário Camboriú em outubro de 2007, também sendo delegado convencional do partido desde 2002.
Entre 2005 e 2006, atuou como assistente do secretário de Estado da infraestrutura. Em 2006, foi candidato a deputado estadual, sendo eleito 1º suplente. Após assumir o parlamento, em 2007, recebeu o convite para atuar como vice-líder da bancada. Atuou nas comissões de Turismo e Meio Ambiente, de Segurança Pública e de Saúde da Assembleia Legislativa.Em 4 de junho de 2008 se licenciou do cargo de deputado estadual para concorrer novamente à prefeitura do município de Balneário Camboriú.
Na eleição de 2008 Edson candidatou-se a prefeitura, porém teria que derrotar o prefeito Rubens Spernau que buscava sua reeleição. Com uma campanha eleitoral eficiente, conseguiu ser eleito prefeito de sua cidade natal em 5 de Outubro de 2008 com 48,21% dos votos balneocamboriuenses.
Após o seu primeiro mandato, Piriquito decidiu candidatar-se a reeleição onde enfrentaria novamente Rubens, porém dessa vez o adversário contava com forte apoio de Leonel Pavan que havia sido governador de Santa Catarina até pouco tempo antes da eleição. Tendo chegado ao fim o período de campanhas, Edson conseguiu ser reeleito.Em seus mandatos, Piriquito entregou a obra da passarela da Barra, um marco para o povo da cidade. Além da criação da guarda municipal armada de Balneário Camboriú.
Quando acabou o seu mandato, foi nomeado como Secretário da Agência Regional de Desenvolvimento de Itajaí, porém em março de 2018, foi exonerado para ser candidato a deputado estadual mais uma vez, mas acabou não sendo eleito.Nas eleições de 2022 teve sua candidatura impugnada, onde também ficou inelegível pois durante o seu mandato como prefeito não foi prestado contas da aplicação de recursos federais.
Porém em 2024, tendo em vistas as eleições municipais de 2024, conseguiu regularizar a sua situação eleitoral perante a justiça, podendo assim concorrer ao cargo de prefeito na cidade de Camboriú.Onde acabou recebendo 29,83% dos votos, porém acabou sendo superado por Leonel Pavan, que fez 44,47%.

## Polêmicas
Em 2012, Edson em conjunto com a Justiça Eleitoral de Santa Catarina, pediu fechamento do Youtube  por conta de um vídeo sobre ele que foi veiculado sem a sua autorização, até este vídeo ser retirado do ar.
Foi acusado em 2018 de estar envolvido num sistema que pagou propina de 5% aos agentes públicos durante a construção e medição da passarela da Barra, além de pagar 74 mil reais a outro agente, tendo em vista a facilitação do pagamento a uma empresa privada.Entretanto, Edson logo deixou de ser réu e o caso continuou a se desenrolar, porém devido a demora nos julgamentos e na investigação, aliado a Pandemia do COVID-19, o caso acabou prescrevendo em 2024, porém os réus não tiveram seus bens desbloqueados pela GAECO, pois o caso continua na esfera civil.
Ainda tendo em vista os acontecimentos da investigação que sofria, em 2023 trocou farpas com o seu sucessor no cargo de prefeito de Balneário Camboriú, Fabrício Oliveira, via Instagram, onde acusa o antigo adversário Rubens Spernau (aliado de Fabrício) de ser o dominador do plano diretor da cidade.